# 서하선생집
서하선생집(西河先生集) 또는 서하집(西河集)은 조선 후기의 문인 이민서(李敏敍)가 지은 시가와 산문을 모아 엮어 1761년(추정) 간행한 시문집이다.
17권 8책의 목판본이며, 간기(刊記)가 신사(辛巳)로 되어 있고, 정조의 장서인(藏書印)인 홍재인(弘齋印)이 찍혀 있는 것으로 보아 1761년(영조 37)에 간행된 것 같다. 규장각 도서본은 17권 9책이다. 초간 당시에는 서하선생집(西河先生集)으로 되어 있었으나 서하집으로 약칭하기도 한다.
이 책에는 이순신(李舜臣)의 명량대첩을 찬양한 〈고통제사이순신명량대첩비(故統制使李舜臣鳴梁大捷碑)〉와 의병장 김덕령의 무용을 높이 평가하고 불우한 그의 일생을 대변하는 〈김장군전(金將軍傳)〉이 있어 임진왜란의 의병사 연구에 가치가 있다.
또한 이 책은 현종에서 숙종 연간의 제반 정치 사정을 연구하는 데 좋은 자료이며, 한문학 연구에도 필요한 자료가 된다.

## 같이 보기
- 이민서
- 임춘의 서하집

## 참고 자료
- 서하집 - 한국민족문화대백과사전